# Zimowy Puchar Europy w Rzutach 2013
13. Zimowy Puchar Europy w Rzutach – zawody lekkoatletyczne w konkurencjach rzutowych, które odbywały się 16 i 17 marca (tydzień później niż pierwotnie zakładano) w Castellón de la Plana w Hiszpanii.

## Rezultaty
| CR – rekord Zimowego pucharu Europy        |
| PB – rekord życiowy \| SB – rekord życiowy |

### Mężczyźni

#### Seniorzy
| Konkurencja:           | 1. miejsce         | Wynik    | 2. miejsce        | Wynik    | 3. miejsce        | Wynik    |
| Pchnięcie kulą         | Borja Vivas        | 20,00    | Georgi Iwanow     | 19,68 SB | Andrij Semenow    | 19,55 SB |
| Rzut dyskiem Grupa A   | Daniel Jasinski    | 64,69 PB | Virgilijus Alekna | 64,66 SB | Erik Cadée        | 64,38 SB |
| Rzut dyskiem Grupa B   | Sergiu Ursu        | 58,90 SB | Aleksandr Kirja   | 58,67    | Pedro José Cuesta | 58,66    |
| Rzut młotem Grupa A    | Krisztián Pars     | 77,24    | Pawieł Krywicki   | 75,89    | Paweł Fajdek      | 75,52 SB |
| Rzut młotem Grupa B    | Mark Dry           | 73,22 SB | Eivind Henriksen  | 71,25 SB | Alex Smith        | 68,34    |
| Rzut oszczepem Grupa A | Zigismunds Sirmais | 82,51 SB | Thomas Röhler     | 81,87    | Risto Mätas       | 79,10 SB |
| Rzut oszczepem Grupa B | Antoine Wagner     | 75,39 NR | Alaksandr Aszomka | 75,14    | Matija Kranjc     | 74,34 SB |

#### Młodzieżowcy U23
| Konkurencja:   | 1. miejsce      | Wynik    | 2. miejsce             | Wynik    | 3. miejsce         | Wynik    |
| Pchnięcie kulą | Daniel Ståhl    | 18,63 SB | Danijel Furtula        | 18,18 NR | Maksim Afonin      | 18,00 SB |
| Rzut dyskiem   | Danijel Furtula | 62,10    | Mykyta Nesterenko      | 61,66 SB | Eduardo Albertazzi | 60,69    |
| Rzut młotem    | Quentin Bigot   | 71,79    | Ákos Hudi              | 70,20    | Serghei Marghiev   | 69,72 SB |
| Rzut oszczepem | Walerij Iordan  | 82,89    | Ołeksandr Nyczyporczuk | 75,93    | Dejan Mileusnić    | 74,43    |

### Kobiety

#### Seniorki
| Konkurencja:           | 1. miejsce         | Wynik          | 2. miejsce           | Wynik     | 3. miejsce        | Wynik    |
| Pchnięcie kulą Grupa A | Jewgienija Kołodko | 19,04 SB       | Alena Kapiec         | 18,18 PB  | Irina Tarasowa    | 17,98 SB |
| Rzut dyskiem Grupa A   | Nadine Müller      | 66,69 WL SB    | Mélina Robert-Michon | 61,26 SB  | Dragana Tomašević | 61,12 SB |
| Rzut młotem Grupa A    | Tatjana Łysienko   | 71,54          | Kathrin Klaas        | 71,007 SB | Tracey Andersson  | 70,82 NR |
| Rzut młotem Grupa B    | Éva Orbán          | 68,81 SB       | Merja Korpela        | 66,96 SB  | Sarah Holt        | 65,82    |
| Rzut oszczepem Grupa A | Marija Abakumowa   | 69,34 WL CR SB | Wira Rebryk          | 63,42 SB  | Linda Stahl       | 61,97 SB |
| Rzut oszczepem Grupa B | Irena Šedivá       | 56,13 SB       | Matilde Andraud      | 54,32     | Barbara Madejczyk | 54,23 SB |

#### Młodzieżowcy U23
| Konkurencja:           | 1. miejsce          | Wynik    | 2. miejsce            | Wynik    | 3. miejsce           | Wynik    |
| Pchnięcie kulą         | Emel Dereli         | 16,78 SB | Sophie McKinna        | 16,09 SB | Fabienne Ngoma       | 15,45 PB |
| Rzut dyskiem           | Shanice Craft       | 60,14 SB | Irina Rodrigues       | 58,49    | Julija Kuryło        | 56,88    |
| Rzut młotem            | Alexandra Tavernier | 66,20    | Alona Szamotina       | 64,50    | Hanna Zinczuk        | 63,78    |
| Rzut oszczepem Grupa A | Hanna Habina        | 58,58    | Jekatierina Starygina | 56,39 PB | Tacciana Chaładowicz | 55,74 SB |
| Rzut oszczepem Grupa B | Sara Jemai          | 52,46 PB | Arantxa Moreno        | 51,03    | Eva Vivod            | 50,27    |